# Andreas
Andreas er et drengenavn, som var navnet på en af Jesu tolv apostle. Andreas kommer af det græske ord aner (genitiv: andros) som betyder "mand".

## Udbredelse
Antal af personer med navnet Andreas i nævneværdige lande:
- Tyskland: 268.476 (1999[1])
- Grækenland (Ανδρέας): 76.314 (2008)
- Sverige: 74.084 (2013[2])
- Norge: 20.242 (2012[3])
- Danmark: 19.440 (2013[4])
- Finland: 7.025 (2013)
- USA: 6.320 (2013[5]
- Grønland: 207 (2004)
- Færøerne: 114 (2013[6])

## Afledte eller beslægtede navne
- Andrea – et pigenavn (på italiensk et drengenavn)
- André – et drengenavn
- Anders – et drengenavn
- Andres – et drengenavn

## Kendte med navnet Andreas
- Andreas Odbjerg - dansk sanger og sangskriver
- Andreas Mogensen - dansk astronaut
- Andreas Bo Pedersen – dansk skuespiller
- Andreas Raaby Steenberg - tidligere medlem af Folketinget
- Andreas Cornelius – dansk fodboldspiller
- Andreas Albers - dansk fodboldspiller
- Andreas Helgstrand - dansk dressurrytter
- Andreas Karlstadt - tysk kristen teolog
- Andreas Baader – tysk terrorist.
- Peter Andreas Heiberg - dansk forfatter og filolog.
- Andreas Kaplan - Tysk universitetsprofessor
- Andreas Klöden – professionel tysk cykelrytter
- Andreas Bo Pedersen - dansk skuespiller, komiker og musiker
- Andres Serrano – amerikansk fotograf
- Andreas Alm - svensk fodboldspiller og træner
- Andreas Kisser - brasiliansk guitarist fra Sepultura